# Michał Sikora
Michał Edward Sikora (ur. 10 kwietnia 1961 w Goleniowie) – generał broni Wojska Polskiego.

## Wykształcenie
- Wyższa Oficerska Szkoła Radiotechniczna – 1984 (II lokata)
- Wyższy Kurs Doskonalenia Oficerów Wojsk Radiotechnicznych – 1990
- Akademia Obrony Narodowej – oficer dyplomowany – 1991–1993
- Akademia Obrony Narodowej – Kurs Doskonalenia Dowódców Jednostek Wojskowych z Teorii Organizacji i Zarządzania  – 1995
- Międzynarodowy Czerwony Krzyż – Kurs Prawa Konfliktów Zbrojnych – 1997
- Uniwersytet Szczeciński – studia podyplomowe w zakresie zarządzania – 1998
- Techniczna Szkoła Sił Powietrznych  w Niemczech – zarządzanie sytuacją powietrzną – 1999
- Akademia Obrony Narodowej – Kurs Taktyczno Operacyjny Oficerów Wojsk Lotniczych i Obrony Powietrznej – 2000
- Politechnika Szczecińska – podyplomowe studia z informatyki – 2002
- Kurs dla Kadry Kierowniczej w zakresie Oceny Ryzyka Zawodowego – 2004
- Akademia Obrony Narodowej – Studium Polityki Obronnej – 2005
- Uniwersytet Kazimierza Wielkiego w Bydgoszczy – mgr pedagogiki – 2006

## Stanowiska służbowe
- inżynier 271 kompanii radiotechnicznej w 27 batalionie radiotechnicznym w Kołbaskowie – od 1984
- dowódca 271 kompanii radiotechnicznej w 27 batalionie radiotechnicznym w Kołbaskowie – od 1989 roku
- słuchacz Akademii Obrony Narodowej – od 1991
- dowódca 25 batalionu radiotechnicznego w Debrznie – od 1993
- dowódca 28 batalionu radiotechnicznego w Gryficach – od 1995
- szef Oddziału Szkolenia Szefostwa Wojsk Radiotechnicznych w Dowództwie Wojsk Lotniczych i Obrony Powietrznej – marzec 2001–czerwiec 2001
- dowódca 6 Brygady Dowodzenia Wojsk Lotniczych i Obrony Powietrznej w Śremie – czerwiec 2001–2003
- zastępca dowódcy 2 Brygady Radiotechnicznej w Bydgoszczy – 2003–12 sierpnia 2005
- dowódca 2 Brygady Radiotechnicznej w Bydgoszczy – 12 sierpnia 2005–2008
- dowódca 3 Brygady Radiotechnicznej we Wrocławiu – nominacja na stopień generała brygady[1] – 2008–20 lipca 2009
- szef Wojsk Radiotechnicznych w Dowództwie Sił Powietrznych – 20 lipca 2009–2011
- szef Wojsk OPL i Radiotechnicznych w Dowództwie Sił Powietrznych – 2011–2013
- Radca Koordynator w Zespole ds. Nowego Systemu Kierowania i Dowodzenia SZRP – 2013
- szef Grupy Projektowej w Zespole ds. Nowego Systemu Kierowania i Dowodzenia SZRP – 2013
- szef Zespołu ds. Inspektoratu Rodzajów Wojsk Grupy Organizacyjnej DGRSZ – od 18 sierpnia 2013 do 31 grudnia 2013
- Inspektor Rodzajów Wojsk DGRSZ – od 01 stycznia 2014 do 04 marca 2016 (nominacja na stopień generała dywizji[2] w dniu 01 sierpnia 2015)
- szef Sztabu – Sztab Dowództwa Generalnego Rodzajów Sił Zbrojnych – od 05 marca 2016[3] do 09 lipca 2016
- I zastępca szefa Sztabu Generalnego Wojska Polskiego – objął stanowisko 11 lipca 2016[4] do 12 grudnia 2019[5] (nominacja na stopień generała broni[6] w dniu 11 sierpnia 2016), 26 czerwca 2019 minister obrony narodowej Mariusz Błaszczak wyznaczył go na kolejną 3-letnią kadencję
- 12 grudnia 2019 zakończył służbę przed upływem drugiej kadencji na stanowisku I zastępcy szefa SG WP[7].

## Odznaczenia
- Złoty Krzyż Zasługi
- Lotniczy Krzyż Zasługi
- Złoty Medal Za Zasługi dla Obronności Kraju
- Złoty Medal „Siły Zbrojne w Służbie Ojczyzny”
- Medal Pro Patria[8]
- Medal 100-lecia ustanowienia Sztabu Generalnego Wojska Polskiego (2019)[9]
- Medal „Pro Bono Poloniae” (2019)[10]